# ベンジャミン・スタンブリ
- バンジャマン・スタンブリ

ベンジャミン・フェルナン・ルシアン・フランソワ・スタンブリ（Benjamin Fernand Lucien Francois Stambouli, 1990年8月13日 - ）は、フランス・マルセイユ出身のサッカー選手。リーグ・アン・スタッド・ランス所属。ポジションはミッドフィールダー。基本的には『バンジャマン・スタンブリ』と紹介されることが多い。
父は元サッカー選手、サッカー指導者のアンリ・スタンブリ。

## 来歴

### クラブ
モンペリエのアカデミー卒業後、2011-12シーズンにモンペリエがリーグ・アン優勝を果たす原動力となった（26試合出場）。バンジャマン・スタンブリはプロ選手としてのキャリアをスタートさせて以来、既にリーグ・アンで112試合に出場している。
イングランドのトッテナム・ホットスパーで1シーズンを過ごした彼はパリ・サンジェルマンの国内と欧州での野心の達成に貢献するためフランスに戻ることを決めた。契約は5年間。パリ・サンジェルマンではスタメンとしての地位を築き、国内三冠達成に貢献した。
2016年08月26日にシャルケ04に加入することが発表されて移籍金は850万ユーロである。
2021年5月、シャルケの2部降格に伴う契約解除により退団。7月26日にアダナ・デミルスポルと契約した。
2024年2月1日、スタッド・ランスに移籍した。

## タイトル
モンペリエ
- リーグ・アン: 2011–12

パリ・サンジェルマン
- リーグ・アン: 2015–16
- クープ・ドゥ・フランス: 2015-16
- クープ・ドゥ・ラ・リーグ: 2015-16
- トロフェ・デ・シャンピオン: 2015, 2016